# Nathaniel Richard Nash
Nathaniel Richard Nash [Neš] , vlastním jménem Nathaniel Richard Nussbaum (7. června 1913 – 11. prosince 2000) byl americký dramatik, spisovatel, televizní a rozhlasový scenárista.
Nash studoval na Pensylvánské universitě.

## Dílo
- Seznam děl v Souborném katalogu ČR, jejichž autorem nebo tématem je Nathaniel Richard Nash
- Rozloučení v Imsfordu
- Obchodník s deštěm – 1954, ukazuje svět z trochu jiného hlediska – ukazuje ho krásný. Hra je postavena na konfliktu reality a fantazie, které jsou představovány postavami Jonáše a Starbucka. Starbuck je hledán jako podvodník (mj. sliboval, že za peníze přivolá déšť, což se mu nepodařilo), přesto je to postava spíše kladná, dokáže přesvědčit ošklivou dívku Lízu, že krása spočívá v tom jak se na sebe dívá ona sama. Roku 1957 bylo zfilmováno s Katharine Hepburnovou a Burtem Lancasterem.
- Pozor jaguár – 1960, u benzínové pumpy (jejímž majitelem je Brad) je klec v níž má být umístěn jaguár jako poutač. V kleci je uvězněn Wally Wilkins. Toho se pokusí osvobodit Bradův potenciální zeť (Dave Ricks). Ten je při osvobozovací akci zastřelen, ale Wikins získá svobodu, klec s nápisem Pozor člověk zůstane prázdná. Brad ztratí i svou dceru, která je těhotná s Davem a odchází od něj.
- Děvčata z Brook Valley
- Hrst ohně
- Divoká kočka